# Giovanni di Ragusa
Giovanni di Ragusa, ou Jean de Raguse (né vers 1395 à Raguse (aujourd'hui en Croatie), alors dans la république de Raguse, et mort le 20 octobre 1443 à Lausanne) est un pseudo-cardinal croate du XVe siècle. Il est membre de l'ordre des dominicains.

## Biographie
Giovanni di Ragusa étudie à Raguse, puis à l'université de Padoue et à la Sorbonne à Paris. Le pape Martin V le désigne pour donner la lecture d'ouverture du concile de Pavie en 1423, lors duquel il plaide pour des réformes dans l'Église. Raguse devient professeur à l'université de Bologne et convainc le pape Martin V d'organiser un concile à Bâle. Il est nommé théologien du concile général et ouvre le concile en 1431. Fr. Ragusa est nommé secrétaire général du concile. Il est envoyé à Constantinople et sait convaincre l'empereur Jean Paléologue de désigner un ambassadeur au concile.
Au concile, Fr. Ragusa prêche contre les doctrines des hussites. Contre son opposant Johannes Rokcyana, Fr. Ragusa défend le droit de l'Église de distribuer la communion aux laïcs seulement sous la forme de pain. Dans les tensions entre le pape Eugène IV et le concile de Bâle, Ragusa prend parti pour le conciliarisme et défend la supériorité du concile sur le pape.
En 1438 il est nommé évêque titulaire d'Argensis (it) par le concile de Bâle et il soutient l'élection de l'antipape Félix V en 1439. Le concile et l'antipape l'envoient au diète de Francfort, à Munich et à Vienne pour défendre les affaires du concile. Il est connu comme théologien important du conciliarisme, comme spécialiste de la littérature patristique et médiévale et comme humaniste. Il est l'auteur notamment du Tractatus de Ecclesia.
L'antipape Félix V le crée cardinal lors du consistoire du 2 octobre 1440. Le cardinal de Raguse quitte Bâle avec l'antipape en 1442 et va résider à Lausanne avec Félix V.